# Sporotrichose
 Mise en garde médicale
La sporotrichose est une maladie mycotique rare appartenant à la famille des levuroses et due à la présence dans l'organisme d'une moisissure toxique et parasite, Sporothrix schenckii. Elle touche les humains comme les animaux. La sporotrichose est également appelée maladie de Beurmann.

## Étiologie
La sporotrichose est provoquée par le champignon Sporothrix dont la distribution est mondiale. Sporothrix schenckii et les espèces proches en sont responsables. 

## Épidémiologie
La sporotrichose est particulièrement retrouvée au Brésil, en Amérique du Nord, au Japon et en Inde, tout en étant rarement décrite en Europe. Au Brésil, il s'agit de la principale mycose sous-cutanée.

### Transmission
La sporotrichose se transmet par passage de la barrière cutanée.
Au Brésil, la transmission zoonotique par le chat domestique est majoritaire.
Deux cas sont décrits en France. En 2022, un transmission d'un chat à des humains est décrite au Royaume-Uni par la souche S. brasiliensis connue pour être principalement présente au Brésil.

## Symptômes

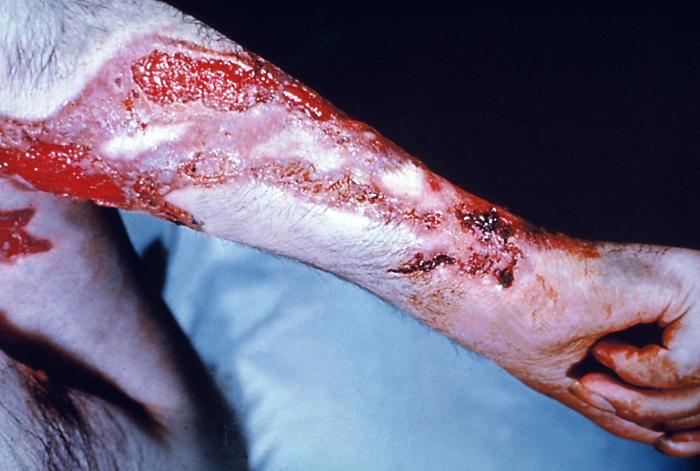
Sporotrichose sur un bras infecté par Sporothrix schenckii, mycète responsable de cette maladie.

La sporotrichose déclenche divers symptômes et la maladie n'est pas propre à un organe : tout le corps peut être touché. Parmi les symptômes chez l'humain, on peut citer :
- nodules sous-cutanés ;
- affections granulomateuses et inflammatoires cutanées ;
- dermatoses et rashs ;
- lésions cutanées ;
- ulcères ;
- lymphadénopathie ;
- œdèmes ;
- arthrite aiguë.

Les manifestations dermatologiques sont assez similaires à d'autres pathologies.
Chez les chats, la sporotrichose produit des symptômes très sévères et mortels, principalement des ulcères de la partie crâniale du corps (nez, pattes).

## Diagnostic
Chez l'humain, des biopsies cutanées sont faites car les symptômes cutanés sont nombreux. Des radiographies du thorax permettent également de contribuer au diagnostic. Elles sont surtout justifiées par une atteinte pulmonaire. La sporotrichose connaît un développement aussi bien extra-cellulaire qu'intra-cellulaire (les levures infiltrent notamment les cellules macrophages).

## Prise en charge
La sporotrichose est une maladie grave, mais qui se soigne bien chez l'humain. L'iodure de potassium et l'antifongique amphotéricine B sont des traitements simples et efficaces.
Les azoles et les polyènes sont des substances utilisées pour traiter la spirotrichose ; des résistances apparaissent cependant. Des dérivés d'hydrazones ont été identifiés comme de potentiels molécules pour traiter cette affection.